# Eriosyce esmeraldana

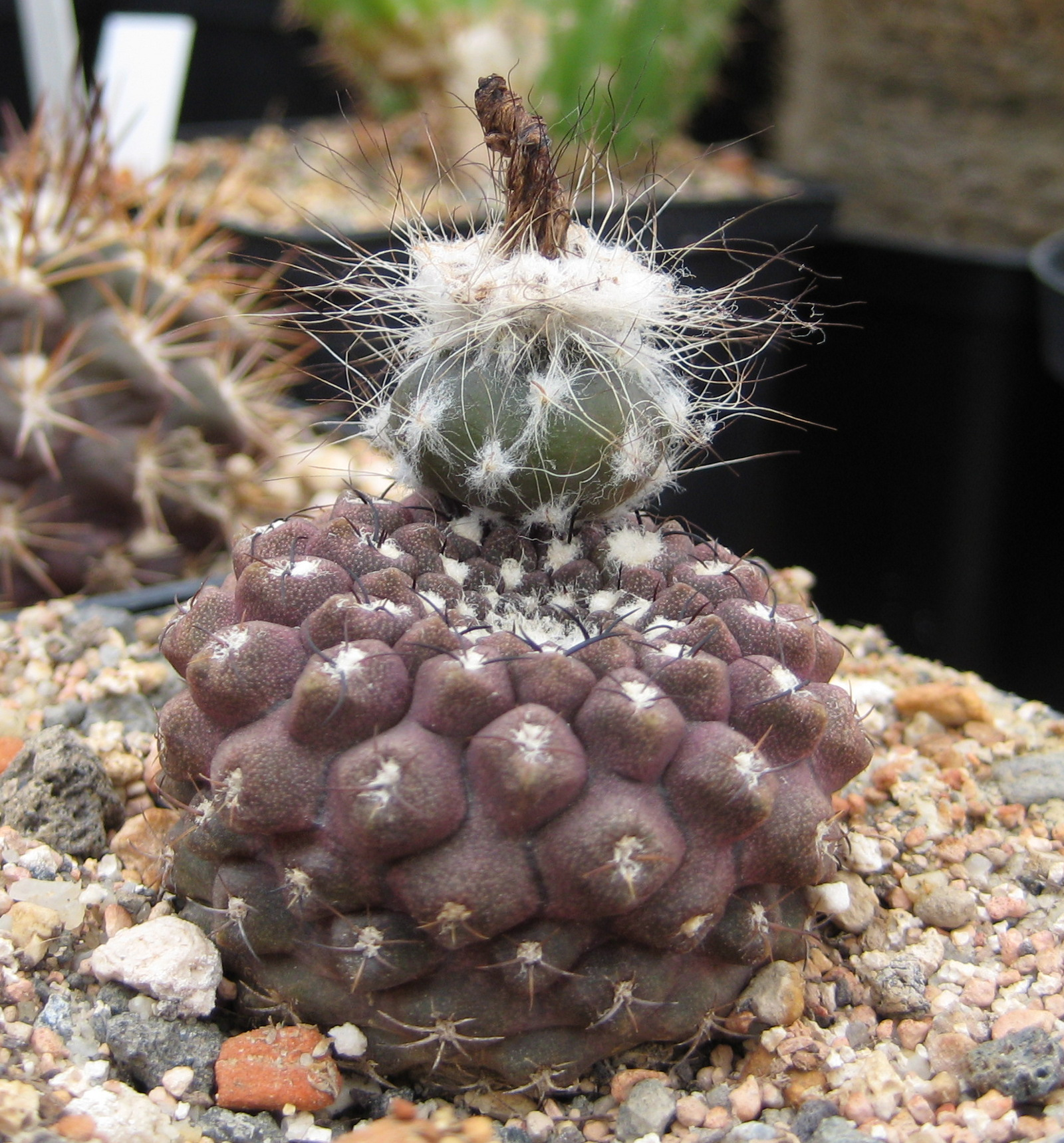
Frucht an Eriosyce esmeraldana

Eriosyce esmeraldana ist eine Pflanzenart in der Gattung Eriosyce aus der Familie der Kakteengewächse (Cactaceae). Das Artepitheton esmeraldana verweist auf das Vorkommen der Art beim chilenischen Ort Esmeralda.

## Beschreibung
Eriosyce esmeraldana wächst als Geophyt mit einer langen, konischen Pfahlwurzel. Der abgeflachte Pflanzenkörper bildet manchmal an der Basis seitliche Sprosse, ist dunkelgrün bis rötlich braun gefärbt und erreicht Durchmesser von 3 bis 4 Zentimeter. Die 13 bis 22 Rippen sind vollständig in Höcker aufgelöst. Die dünnen und nadeligen Dornen sitzen zu 5 bis 7 Stück auf den Areolen und werden 0,3 bis 0,5 Zentimeter lang. Die trichterigen Blüten erscheinen nur an den jungen Areolen und sind gelb bis rötlich gefärbt. Sie sind 2 bis 3 Zentimeter lang und breit. Das Perikarpell und die Blütenröhre sind mit dichter Wolle und schwarzen Borsten bedeckt.
Die eiförmigen, dünnwandigen Früchte sind trocken und öffnen sich an einer basalen Pore.

## Verbreitung, Systematik und Gefährdung
Eriosyce esmeraldana ist küstennah im nördlichen Chile südlich von Antofagasta bis nördlich der Atacamawüste verbreitet.
Die Erstbeschreibung als Chileorebutia esmeraldana erfolgte 1963 durch Friedrich Ritter. Dieser Name war jedoch unkorrekt gemäß ICBN Artikel 11.4. Im gleichen Jahr kombinierte Curt Backeberg die Pflanze zu Neochilenia esmeraldana um. 1966 stellten John Donald Donald und Gordon Douglas Rowley die Art zur Gattung Neoporteria, und 1980 kombinierte Ritter sie zu Thelocephala um. 1994 erfolgte dann durch Fred Kattermann die Umkombination zu Eriosyce esmeraldana.
In der Roten Liste gefährdeter Arten der IUCN wird die Art als „Endangered (EN)“, d. h. als stark gefährdet geführt.

## Nachweise